# Chodsigoa hypsibia
Chodsigoa hypsibius là một loài động vật có vú trong họ Chuột chù, bộ Soricomorpha. Loài này được de Winton mô tả năm 1899.